# Памятник Тарасу Шевченко (Мариуполь)
Памятник Тарасу Шевченко (укр.  Пам'ятник Тарасу Шевченку) — монумент, воздвигнутый в честь украинского поэта, прозаика, художника и этнографа Тараса Григорьевича Шевченко в Мариуполе.
Автор памятника — заслуженный художник Украины Александр Витрик. Архитекторы — Андрей Кадыров и Эдуард Андрушкевич. Высота скульптуры — 2,5 метра, постамент имеет такие размеры — 1,5 на 1,3 на 1,9 метра. Сам памятник изготовлен из железобетона и облицован листовой медью. Для изготовления постамента был использован чёрный и красный гранит.

## История
Первый памятник Шевченко появился в городе в 1964 году, когда отмечалось 150-летие со дня рождения украинского поэта. Его поставили в углу, образованном домами-сталинками, на проспекте Ленина, напротив Театрального сквера. Это — бюст, воздвигнутый на цементную стелу. Шевченко на нем — зрелый мужчина. Бюст поэта выполнен из камня.
Современный памятник Шевченко был воздвигнут на бульваре Шевченко. Это — главная транспортная артерия города, которая соединяет исторические кварталы и спальные массивы с одним из главных промышленных предприятий города, с «Азовсталью». Этот монумент появился в городе в 2001 году, к десятилетию существования независимой Украины.

## Описание
На трехступенчатую площадку из красного гранита установлен чёрный ребристый куб из базальта. На нем выставлен металлический «рваный камень». На нем сидит украинский поэт, изображенный в возрасте Иисуса Христа. В свои 33 года Тарас Григорьевич находился в ссылке, в солдатах в Новопетровской крепости (ныне Форт-Шевченко), который находится в казахской степи, на берегу Аральского моря. На колене Шевченко лежит маленькая книжечка, в которую он записывал вирши и делал зарисовки.